# Arachniodes davalliaeformis
Arachniodes davalliaeformis là một loài dương xỉ trong họ Dryopteridaceae. Loài này được Nakaike mô tả khoa học đầu tiên năm 1992.